# Oregoniidae
Oregoniidae (лат.) — семейство морских крабов из надсемейства Majoidea, включающее около 34 современных видов. В ископаемом виде известны с верхнего олигоцена (28,4 миллионов лет назад). Ископаемые остатки обнаружены в США и Мексике, на Ямайке и в Японии.

## Роды
В семействе 2 подсемейства и 8 родов:

Oregoniinae  Garth, 1958
- Chionoecetes Krøyer, 1838
- Hyas Leach, 1814
- Oregonia Dana, 1851

Pleistacanthinae  Števčić, 2005
- Bothromaia Williams & Moffitt, 1991
- Ergasticus A. Milne-Edwards, 1882
- Parapleisticantha Yokoya, 1933
- Pleistacantha Miers, 1879
- Pleisticanthoides Yokoya, 1933